# Фаготов, Владимир Иванович
Владимир Иванович Фаготов (1921—1996) — советский военнослужащий, генерал-майор Советской Армии, участник Великой Отечественной войны, Герой Советского Союза (1945).

## Биография
Владимир Фаготов родился 17 июля 1921 года в деревне Низово (ныне — Волховский район Ленинградской области). Окончил десять классов школы.
В 1939 году Фаготов был призван на службу в Рабоче-крестьянскую Красную Армию.
В 1941 году он окончил Ленинградское артиллерийское училище. С сентября того же года — на фронтах Великой Отечественной войны, служил начальником разведки 2-го дивизиона 3-го гвардейского миномётного полка (1-го формирования).
С 1943 гвардии капитан Фаготов командует 46-м огмд 94 ГМП.
В январе 1945 года гвардии майор Владимир Фаготов командуя 2-м дивизионом 94-го гвардейского миномётного полка 5-й ударной армии 1-го Белорусского фронта, отличился во время освобождения Польши. 14 января 1945 года дивизион Фаготова принимал активное участие в боях на Магнушевском плацдарме, способствую прорыву пехотой немецкой обороны. 15 января 1945 года он переправился через Пилицу и принял активное участие в боях за освобождение большого количества польских населённых пунктов. 31 января 1945 года дивизион Фаготова успешно переправился через Одер к северу от Зеелова и захватил плацдарм на его западном берегу. С марта 1945 гвардии майор Фаготов становится начальником штаба полка.
Указом Президиума Верховного Совета СССР от 24 марта 1945 года за «образцовое командование дивизионом и проявленные при этом личное мужество и героизм» гвардии майор Владимир Фаготов был удостоен высокого звания Героя Советского Союза с вручением ордена Ленина и медали «Золотая Звезда» за № 6473.
После окончания войны Фаготов продолжил службу в Советской Армии. В 1953 году он окончил Военную артиллерийскую академию имени Дзержинского. С 1961 года служил в РВСН, был начальником отдела боевой подготовки ракетных войск, затем начальником факультета Военной академии имени Ф. Дзержинского. В 1979 году в звании генерал-майора Фаготов был уволен в запас. Проживал в Москве. Умер 19 июня 1996 года, похоронен на Кунцевском кладбище Москвы.
Был также награждён двумя орденами Красного Знамени, орденом Александра Невского, двумя орденами Отечественной войны 1-й степени, орденами Отечественной войны 2-й степени, Красной Звезды, «За службу Родине в Вооружённых Силах СССР» 3-й степени, «Знак Почёта», рядом медалей.